# Умбанда
Умбанда је синкретистичка афро-бразилска религија , која комбинује традиције Африке са Римским католицизмом, Спиритизмом и домородачким Америчким веровањима. Иако су нека од њених веровања постојала, а многа су била и практикована крајем 19. века у скоро целом Бразилу, претпоставља се да је Умбанда настала у Рио де Жанеиру и околним регионима почетком 20. века. Од тада, Умбанда се проширила углавном на југу Бразила, али и у суседним земљама као што су Аргентина и Уругвај. 

Умбанда има много грана, свака са различитим скупом веровања и обичаја. Нека од најчешћих веровања су веровања о постојању Свевишњега Творца , познат као Олодумаре. 

### Свет духова
Већина верника Умбанда сматрају да постоје три различита нивоа духова:
1. Чисти Духови
Овај ниво укључује духове познате као анђели, арханђели, херувими и серафими, духови који су достигли духовно савршенство.
2. Добри Духови
Овај ниво укључује оне духове које имају медијуми (видовњаци) или иницијатори церемоније који поступају као водичи
3. Зли Духови/Киумбас
Неки верници Умбанде избегавају духове овог нивоа, бегне духови овог нивоа. Понекад нечисти духови могу да поседују неки видовњаци и могу да изазову много проблема у култу. 

### Реинкарнација
Реинкарнација у Умбанда религији се разликује од Хиндуизма. 
Закон реинкарнације је централна тачка у закону карме. У њему се наводи да Одолумаре ствара душе својевољно све време. Духови пролазе кроз многе фазе еволуције, на многим планетама. У њему се такође наводи да постоје паралелне димензије на овом свету, где се налазе опсесивни духови, јер он не могу да напредују. Они имају избор да буду добари или лоши, кроз обичне дела и љубав коју они показују према другим људима.

### Данас
Према попису у Бразилу из 2000. године, 432.000 Бразилаца се изјаснило да су припадници Умбанда религије, 20% мање у односу на попис из 1991. године.

## Значајни верници
- Клара Нунес — Самба певачица у Бразилу
- Винисиус де Морес — Бразилски песник.
- Херивелто Мартинс — МПБ певач и композитор.